# Elena Pampulovová
Elena Pampulovová (bulharsky Елена Пампулова, Elena Pampulova, 17. května 1972 Sofie – 19. dubna 2023) byla bulharská profesionální tenistka, která reprezentovala Bulharsko do roku 1996. V závěrečné fázi kariéry, mezi roky 1997–2001, nastupovala za Německo. Na okruhu WTA Tour vyhrála jeden singlový a tři deblové turnaje. V rámci okruhu ITF získala dvanáct titulů ve dvouhře a osm ve čtyřhře.
Na žebříčku WTA byla ve dvouhře nejvýše klasifikována v září 1996 na 62. místě a ve čtyřhře pak v témže měsíci na 38. místě. Během dvou manželství používala příjmení Wagnerová a Pampulovová-Bergomiová.
Jediný singlový titul na okruhu WTA vyhrála na úvodním ročníku Commonwealth Bank Tennis Classic 1994 v kategorii Tier III, jenž se konal v indonéské Surabaje. Ve finále jí za stavu 2–6 a 6–0 skrečovala Japonka Ai Sugijamová.

## Týmové soutěže

### Fed Cup
V bulharském fedcupovém týmu debutovala v roce 1988 utkáním 1. kola Světové skupiny proti Maltě, v němž přispěla k postupu 2:1 na zápasy vyhranou dvouhrou. Za balkánské družstvo startovala naposledy ve vítězné baráži Světové skupiny 1992 proti Maďarsku. 
Po pětileté pauze nastoupila za německé družstvo do čtvrtfinále Světové skupiny 1997 proti České republice. Přes deblovou výhru s Barbarou Rittnerovou odešly Němky poraženy 2:3 na zápasy. Druhé a poslední utkání za „německé barvy“ odehrála ve čtvrtfinále druhé Světové skupiny 1999 proti Japonkám, které znamenalo postup do semifinále po výhře 3:2. V soutěži celkově nastoupila k dvanácti mezistátním utkáním s bilancí 5–6 ve dvouhře a 3–2 ve čtyřhře.

### Letní olympijské hry
Bulharsko reprezentovala na barcelonských Letních olympijských hrách 1988 vedle Kateriny a Magdaleny Malejevových. Ve dvouhře vypadla v úvodním kole s Japonkou Manou Endovou po dvou nezvládnutých tiebreacích.

## Soukromý život
Rodiče Emilian Pampulov a Ljubka Radkovová byli tenisoví mistři republiky. V roce 1991 se vdala za Axela Wagnera, ale ve 25 letech ovdověla. Druhým manželem se v červenci 2006 stal švýcarský bankéř Christian Bergomi. Přestěhovala se do Švýcarka, kde se věnovala investičnímu bankovnictví. V roce 2008 se do manželství narodil syn Alex Bergomi.
V červnu 2022 byla s Credit Suisse a třemi dalšími obžalovanými shledána vinnou z trestného činu praní špinavých peněz. Banka Credit Suisse ve svém prohlášení bezvýhradně odmítla jako neoprávněná všechna obvinění vznesená proti ní a [byla] přesvědčena, že [je] nevinná. Spolkový trestní soud Švýcarské konfederace Pampoulovovou-Bergomiovou, která v Credit Suisse pracovala, odsoudil k podmíněnému trestu ve výši 20 měsíců. Úhrada pokuty 1,7 milionu liber jí byla podmíněně odložena. Podle soudu se také podílela na vybudováni finančních vazeb s bulharským zápasníkem Evelinem Banevem, hlavní osobou evropského gangu pašeráků kokainu.
Zemřela 19. dubna 2023 v 50 letech.

## Finále na okruhu WTA Tour
| Legenda                                         |
| ----------------------------------------------- |
| D – dvouhra; Č – čtyřhra                        |
| Grand Slam (0)                                  |
| Turnaj mistryň (0)                              |
| Tier I / Premier Mandatory & Premier 5 (0)      |
| Tier II / Premier (0)                           |
| Tier III, IV & V / International (1–1 D; 3–5 Č) |

### Dvouhra: 2 (1–1)
| Stav       | č. | datum              | turnaj              | povrch | soupeřka ve finále | výsledek      |
| ---------- | -- | ------------------ | ------------------- | ------ | ------------------ | ------------- |
| Vítězka    | 1. | 13. listopadu 1994 | Surabaja, Indonésie | tvrdý  | Ai Sugijamová      | 2–6, 6–0skreč |
| Finalistka | 1. | 2. srpna 1998      | Sopoty, Polsko      | antuka | Henrieta Nagyová   | 3–6, 7–5, 1–6 |

### Čtyřhra: 8 (3–5)
| Stav       | č. | datum             | turnaj                | povrch | spoluhráčka        | soupeřky ve finále                      | výsledek           |
| ---------- | -- | ----------------- | --------------------- | ------ | ------------------ | --------------------------------------- | ------------------ |
| Finalistka | 1. | 6. srpna 1989     | Sofie, Bulharsko      | antuka | Silke Meierová     | Laura Garroneová Laura Golarsová        | 4–6, 5–7           |
| Finalistka | 2. | 17. září 1989     | Atheny, Řecko         | antuka | Silke Meierová     | Sandra Cecchiniová Patricia Tarabiniová | 6–4, 4–6, 2–6      |
| Finalistka | 3. | 15. září 1996     | Karlovy Vary, Česko   | antuka | Eva Martincová     | Karina Habšudová Helena Suková          | 6–3, 3–6, 2–6      |
| Vítězka    | 1. | 22. září 1996     | Varšava, Polsko       | antuka | Olga Luginová      | Alexandra Fusaiová Laura Garroneová     | 1–6, 6–4, 7–5      |
| Finalistka | 4. | 5. ledna 1997     | Auckland, Nový Zéland | tvrdý  | Aleksandra Olszová | Janette Husárová Dominique Van Roostová | 2–6, 7–6(7–5), 3–6 |
| Finalistka | 5. | 27. dubna 1997    | Budapešť, Maďarsko    | antuka | Eva Martincová     | Amanda Coetzerová Alexandra Fusaiová    | 3–6, 1–6           |
| Vítězka    | 2. | 19. července 1998 | Palermo, Itálie       | antuka | Pavlina Nolová     | Barbara Schettová Patty Schnyderová     | 6–4, 6–2           |
| Vítězka    | 3. | 8. srpna 1999     | Knokke-Heist, Belgie  | antuka | Eva Martincová     | Jevgenija Kulikovská Sandra Naćuková    | 3–6, 6–3, 6–3      |

## Chronologie výsledků na Grand Slamu

### Dvouhra
| Turnaj          | 1988 | 1989 | 1990    | 1991    | 1992 | 1993 | 1994 | 1995    | 1996    | 1997    | 1998    | 1999    | 2000 | 2001 | SR     | V–P   |
| --------------- | ---- | ---- | ------- | ------- | ---- | ---- | ---- | ------- | ------- | ------- | ------- | ------- | ---- | ---- | ------ | ----- |
| Australian Open | A    | A    | 2. kolo | A       | A    | A    | A    | 1. kolo | A       | 1. kolo | 2. kolo | 2. kolo | A    | A    | 0 / 5  | 3–5   |
| French Open     | A    | A    | 2. kolo | 1. kolo | A    | 1Q   | 1Q   | 1. kolo | 1. kolo | 1. kolo | 2. kolo | 2. kolo | 3Q   | A    | 0 / 7  | 3–7   |
| Wimbledon       | A    | A    | A       | 2. kolo | A    | A    | A    | 1. kolo | 1. kolo | A       | 1. kolo | 3. kolo | A    | A    | 0 / 5  | 3–5   |
| US Open         | A    | A    | 1. kolo | A       | A    | A    | A    | 1. kolo | 2. kolo | 3. kolo | 1. kolo | 1. kolo | A    | A    | 0 / 6  | 3–6   |
| výhry–prohry    | 0–0  | 0–0  | 2–3     | 1–2     | 0–0  | 0–0  | 0–0  | 0–4     | 1–3     | 2–3     | 2–4     | 4–4     | 0–0  | 0–0  | 0 / 23 | 12–23 |

| Legenda | Legenda                                   | Legenda | Legenda                     |
| ------- | ----------------------------------------- | ------- | --------------------------- |
| SR      | poměr vyhraných turnajů ku všem odehraným | W–L V–P | výhry–prohry                |
| NH      | daný rok se turnaj nekonal                | A       | turnaje se hráč nezúčastnil |
| 1Q / LQ | prohra v (kole) kvalifikace               | 1k / 1R | prohra v daném kole turnaje |
| QF / ČF | prohra ve čtvrtfinále                     | SF      | prohra v semifinále         |
| F       | prohra ve finále                          | Vítěz   | vítězství v turnaji         |